# スカッシュ (スポーツ)
スカッシュ（英語: squash）は、ラケットを用いるインドアスポーツのひとつ。名称は、球が握りつぶせる（squash、英語で「押しつぶす」「潰れる」の意）ことから来ている。

## 概要

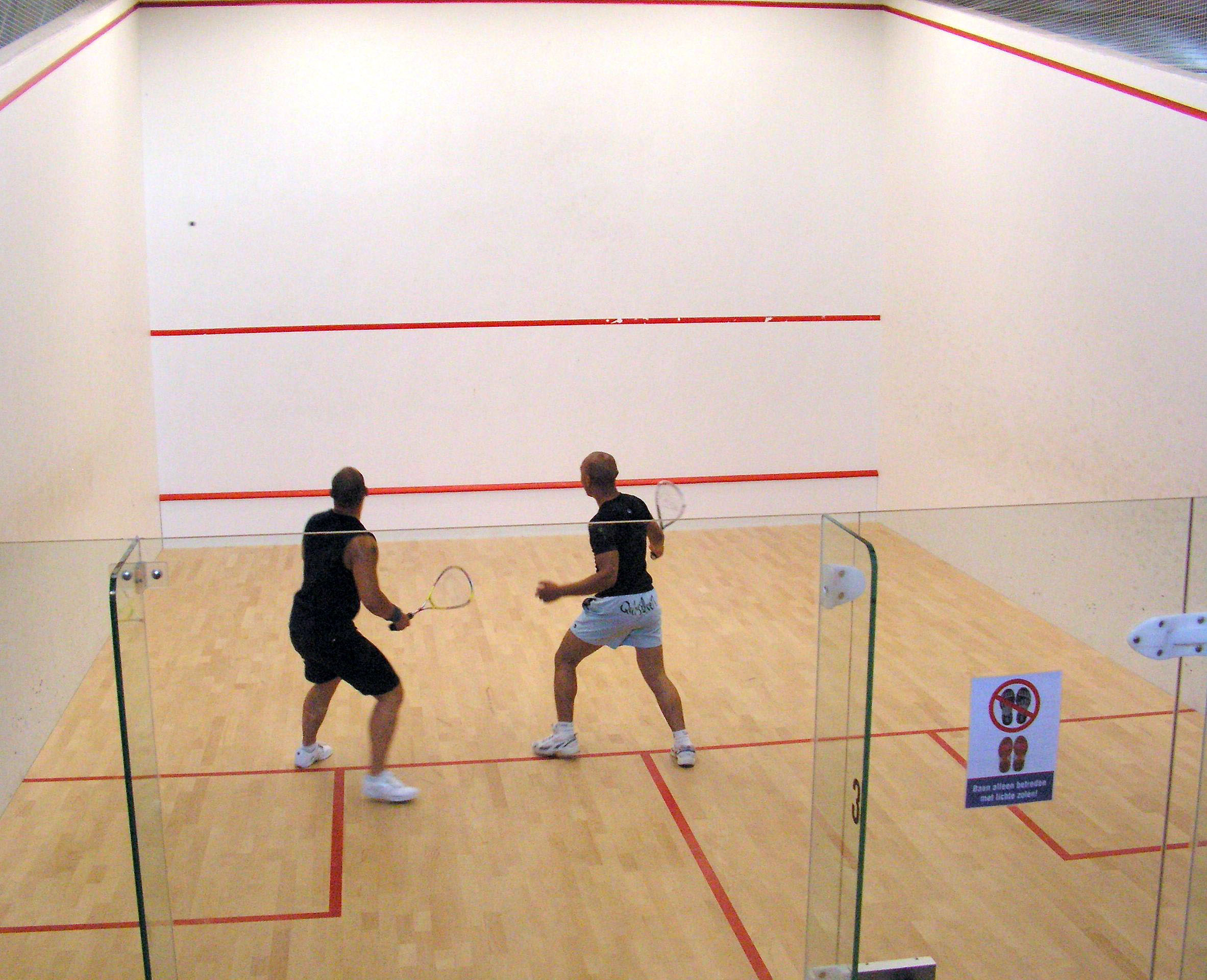
スカッシュのプレー風景。

四方を壁に囲まれたコートと小さいゴムの球を用いて行う屋内球技であり、2名（ダブルスは4名）がラケットを使用してボールを交互に打ち合う。全ての打球は前方の壁に向かって打つ必要があるが、そのほかの壁も全て利用することができる。相手がボールを2度床にバウンドする前に前方の壁に打ち返すことができなかったり、ボールが壁に届かなかったりすると、自分の得点になる（ラリーポイント制、後述）。
コートが比較的狭く、ボールが弾まない。ボールが行く先にはどこにでも追従する必要がある。少なくとも480mmの高さに打ち返さないといけないので、勢いを殺すことはできない。
スカッシュには世界中にいくつかのバリエーションがある。アメリカでは硬式シングルスとダブルスがあり、これは硬球を使うこととコートのサイズが違っている。広めのコートと通常の球を使うダブルスも、これとは別に存在する。
テニス等のゲームの派生として存在しているが、188ヶ国で2000万人がプレーしていると言われる。

### 日本
日本では、学生の大会も盛んになり全日本学生スカッシュ選手権大会、関東学生スカッシュ選手権大会などが実施されている。全日本スカッシュ選手権大会は50回（2021年度）を数える歴史のある大会である。
高円宮憲仁親王が好んでいたスポーツの一つだった。（高円宮憲仁親王は、2002年11月21日にカナダ大使館で練習を行っていた最中に心室細動による心不全で倒れ47歳で薨去した。）
国内の第一人者としてはスカッシュ黎明期から活動し、男子スカッシュ全日本選手権9連覇、国内大会9年間無敗の149連勝前人未踏の記録を樹立した坂本聖二が知られ、彼は「スカッシュの神様」の異名を取る。

## 主なルール

シングルスのコート
1.フロントウォール
2.サイドウォール
3.アウトライン
4.サービスライン
5.サービスボックス
6.ハーフコートライン
7.ティン

- 正式な試合は、1ゲームを11点先取とし（10-10になったときは2点差がつくまで続ける）、これを5ゲーム行う方式（3ゲーム先取で勝利）。サーブ権に関係なく、ラリーに勝てばポイントが取れる（ラリーポイント制）。このほか、3ゲーム行う方式（2ゲーム先取で勝利）、1ゲームを15点先取や9点先取とする方式もある。9点先取の方式では、サーブ権がある時にラリーに勝った時のみにポイントが取れる（ハンドアウト制）。レシーバ側がラリーに勝った場合は、サーブ権のみが移動する。
- 最初の1球は（ゲームの始めと、サーブ権が代わるとき）サービスボックスに片足か両足を入れ、フロントウォール（前方の壁）のサービスライン（真ん中のライン）とアウトライン（上のライン）の間に打つ。そのボールを、自分とは反対側にある「ハーフコートラインとショートライン（ハーフコートラインと直交する線）に囲まれた床」にワンバウンドするように入れる。最初の1球の後は、選手はコート内を自由に動け、サービスラインとティン（下のライン）の間に打ってもよくなる。
- ボールがツーバウンドしないうちに、ボールをノーバウンドでフロントウォールに打たなければならない。バウンド数に数えるのは床に当たった時で、サイドウォールやバックウォールに当たった時は数えない（ただし、アウトラインより下でなければアウト）。
- 相手がボールを打ち返すのを妨害してはならない。相手が邪魔になってボールが打ち返せない場合は、プレーを止めて審判にアピールする。審判は邪魔になった程度や、ボールの状況等を判断して「やり直し」、「妨害とみなしポイントを与える」、「妨害とみなさず相手にポイントを与える」といった判定をする。